# Tibouchina hirsuta
Tibouchina hirsuta är en tvåhjärtbladig växtart som beskrevs av Célestin Alfred Cogniaux. Tibouchina hirsuta ingår i släktet Tibouchina och familjen Melastomataceae. Inga underarter finns listade i Catalogue of Life.